# 9,6/53 Lancaster
9,6х53 Lancaster — набій, розроблений російською компанією Техкрім на базі гільзи набою 7,62 × 54 мм R шляхом збільшення діаметра гільзи. Розробка велася в комплексі зброя + набій спільно з компанією «Молот Оружиє» [Архівовано 29 червня 2021 у Wayback Machine.].
Куля має справжній діаметр 10,3 мм, в овально-гвинтовій цівці частково скорочується до 9,6 мм, набуваючи моменту обертання під час проходження цівки.
Зброя, спеціально створена в комплексі з набоєм, має свердлівку Ланкастера. Сертифіковано 2016 року, представлений широкій публіці у 2017. Даний вид овально-гвинтової свердлівки, згідно зі збройовим законодавством РФ, є гладкоцівковою зброєю. Як наслідок, зброя з таким виконанням ствола не вимагає стажу в 5 років для його придбання. При цьому по балістичних характеристиках набій схожий з набоями нарізної зброї з близьким калібром і дуловою енергією. За заявами виробника, він придатний для полювання на велику і середню дичину.
В даний час в даному калібрі є зброя:
- Гвинтівки з ручним перезарядженням: ВПО-220 [Архівовано 29 червня 2021 у Wayback Machine.], ВПО-223 Тайожнік [Архівовано 28 червня 2021 у Wayback Machine.], КО-44 Гвинтівка Мосіна від «Молот-Оружиє», гвинтівка ТК 598[Архівовано 28 жовтня 2020 у Wayback Machine.] на базі карабіна Маузер К98 [Архівовано 26 червня 2021 у Wayback Machine.] від «Іжевський Арсенал» і «Техкрім»;

- Самозарядна зброя: карабін Вепр ВПО-221 і ВПО-222 на базі РПК від «Молот-Оружия» [Архівовано 29 червня 2021 у Wayback Machine.], TG-3 [Архівовано 26 червня 2021 у Wayback Machine.] «Тигр» (на базі СВД) від концерну «Калашников» ;
- Одноцівковий штуцер ТК-518 [Архівовано 26 червня 2021 у Wayback Machine.] .